# Philipp Gottlieb Osiander
Philipp Gottlieb Osiander (* 7. Juni 1803 in Frickenhofen; † 18. August 1876 in Cannstatt) war ein deutscher Politiker und Oberamtmann.

## Leben und Werk
Philipp Gottlieb Osiander besuchte die Lateinschulen in Backnang und Besigheim. Anschließend erlernte er die Schreiberei bei mehreren Stadtschreibereien und Oberamtsgerichten, er war Gehilfe in mehreren Kanzleien. 1826 legte er die höhere Dienstprüfung beim Departement des Inneren ab.
Von 1826 bis 1832 war er Oberamtsaktuar beim Oberamt Kirchheim, von 1832 bis 1841 dann Stadtschultheiß in Kirchheim unter Teck. 1841 wurde er Sekretär bei der Regierung des Schwarzwaldkreises in Reutlingen, 1844 bis 1845 Oberamtsverweser beim Oberamt Urach. Von 1845 bis 1856 war er Oberamtmann beim Oberamt Blaubeuren und 1856 bis 1871 beim Oberamt Urach. 1871 trat er in den Ruhestand.

## Politik
Im Jahr 1839 wurde er für den Wahlkreis Kirchheim in den württembergischen Landtag gewählt und übte dieses Mandat bis 1844 aus.

## Ehrungen
1868 wurde Philipp Gottlieb Osiander das Ritterkreuz I. Klasse des Friedrichs-Ordens verliehen.